# Dom parafialny w Suchowoli
Dom parafialny w Suchowoli – jeden z dwóch rejestrowanych zabytków miasta Suchowola, w powiecie sokólskim, w województwie podlaskim.
Budynek został wzniesiony w drugiej połowie XIX wieku z materiału rozbiórkowego pozyskanego ze starej drewnianej suchowolskiej świątyni. W budynku mieszkali: wikary i służba kościelna. Obiekt był również siedzibą szpitala. W latach 20. XX wieku część pomieszczeń zostało przeznaczonych na potrzeby parafian, później w budynku została urządzona sala widowiskowa Stowarzyszenia Młodzieży Katolickiej. Po II wojnie światowej w obiekcie znajdowały się sale katechetyczne. Gdy w latach 70. XX wieku został wzniesiony nowy budynek plebanii, w budynku urządzono dom parafialny. Odbywały się w nim lekcje religii, jedno z pomieszczeń było przeznaczone dla ministrantów, natomiast w innym odbywały się spotkania członków Klubu Inteligencji Katolickiej. Po śmierci księdza ⁣⁣Jerzego Popiełuszki⁣⁣ pochodzącego z parafii w Suchowoli, w 1984 roku w jednej z sal obiektu ks. Stanisław Suchowolec urązdził Izbę Pamięci ks. Jerzego Popiełuszki.
Budowla jest drewniana, usytuowana kalenicowo względem ulicy, wzniesiona na planie wydłużonego prostokąta, jednokondygnacyjna i zbudowana na podmurówce.